# Lista de premiados no Prêmio ACIE de Cinema
Esta lista apresenta os filmes concorrentes e os premiados no Prêmio ACIE de Cinema.

## 2004
Melhor Filme:
- Amarelo Manga
- Carandiru
- O Homem do Ano
- O Homem que Copiava (vencedor)

Melhor Diretor:
- Anna Muylaert por Durval Discos
- Hector Babenco por Carandiru (vencedor)
- Jorge Furtado por O Homem que Copiava
- José Henrique Fonseca por O Homem do Ano

Melhor Atriz:
- Cláudia Abreu, por O Caminho das Nuvens
- Débora Falabella, por Dois Perdidos Numa Noite Suja (vencedora)
- Fernanda Torres, por Os Normais: O Filme
- Simone Spoladore, por Desmundo

Melhor Ator:
- Ary França, por Durval Discos
- Marco Nanini, por Apolônio Brasil, o Campeão da Alegria (vencedor)
- Selton Melo, por Lisbela e o Prisioneiro
- Wagner Moura, por Deus é Brasileiro

Melhor Documentário:
- Banda da Ipanema
- Nelson Freire (vencedor)
- Meu Tempo é Hoje - Paulinho de Viola
- Um Passaporte Húngaro

Melhor Roteiro:
- Domingos de Oliveira e Priscila Rozenbaum por Separações
- Murilo Salles, João Emanuel Carneiro e Mauricio Lissovsky por Seja o que Deus Quiser
- Rubem Fonseca, Patrícia Melo e Henrique Fonseca por O Homem do Ano (vencedor)
- Sabina Anzuategui e Alain Fresnot por Desmundo[1]

## 2005
Melhor Filme
- Cazuza, O Tempo Não Pára
- Contra Todos
- Nina
- O Outro Lado da Rua (vencedor)

Melhor Diretor
- Cláudio Torres, por “Redentor” (vencedor)
- Heitor Dhalia, por “Nina"
- Marcos Bernstein, por “O Outro Lado da Rua”
- Monique Gardenberg, por “Benjamim”

Melhor Atriz
- Camila Morgado, por “Olga”
- Cléo Pires, por “Benjamim”
- Fernanda Montenegro, por “O Outro Lado da Rua” (vencedora)
- Guta Stresser, por “Nina"

Melhor Ator
- Daniel de Oliveira por “Cazuza” (vencedor)
- José Dumont, por “Narradores de Javé”
- Paulo José, por “Benjamim”
- Pedro Cardoso, por “Redentor”

Melhor Documentário:
- Entreatos (vencedor)
- Fala Tu
- Glauber o Filme, Labirinto do Brasil
- Língua - Vidas Em Português

Melhor Roteiro:
- Heitor Dhalia, por “Nina"
- Luiz Alberto de Abreu e Eliane Caffé, por “Narradores de Javé”
- Marcos Bernstein e Melanie Dimantas, por “O Outro Lado da Rua” (vencedores)
- Roberto Moreira, por “Contra Todos”[1]

## 2006
Melhor Filme
- Cidade Baixa (vencedor)
- Cinema, Aspirina e Urubus
- Dois Filhos de Francisco
- Quase Dois Irmãos

Melhor Diretor
- Alice de Andrade, por “O Diabo a Quatro”
- Breno Silveira, por “Dois Filhos de Francisco”
- Lúcia Murat, por “Quase Dois Irmãos”
- Sérgio Machado, por “Cidade Baixa” (vencedor)

Melhor Atriz
- Alice Braga, por “Cidade Baixa” (vencedora)
- Ludmila Dayer, por “Vida de Menina”
- Vera Holtz, por “Bendito Fruto”
- Zezeh Barbosa, por “Bendito Fruto”

Melhor Ator
- Flávio Bauraqui, por “Quase Dois Irmãos”
- Lázaro Ramos, por “Cidade Baixa”
- Luís Gustavo, por “O Casamento de Romeu e Julieta”
- Otávio Augusto, por “Bendito Fruto” (vencedor)

Melhor Documentário
- A Pessoa é Para o Que Nasce
- O Fim e o Principio
- Vinicius (vencedor)
- Vlado – 30 Anos Depois

Melhor Fotografia
- Edgar Moura, por “Gaijin 2 – Ama-me Como Sou”
- Mauro Pinheiro, por “Cinema, Aspirinas e Urubus”
- Ricardo Della Rosa, por “Casa de Areia” (vencedor)
- Toca Seabra, por “Cidade Baixa”

Melhor Roteiro
- Alice De Andrade, Joaquim Assis, Claudio Macdowell, Pauline Alphen, Jacques Arhex e Jean-Vincent Fournier, por “O Diabo a Quatro”
- Lúcia Murat e Paulo Lins, por “Quase Dois Irmãos”
- Rosane Lima e Sérgio Goldenberg, por “Bendito Fruto” (vencedor)
- Sérgio Machado e Karim Ainouz, por “Cidade Baixa”[1]

## 2007
Melhor Filme
- Anjos do Sol
- Céu de Suely
- O Ano que Meus Pais Saíram de Férias (vencedor)
- O Maior Amor do Mundo

Melhor Diretor
- Beto Brant, por “Crime Delicado” (vencedor)
- Cao Hamburger, por “O Ano que Meus Pais Saíram de Férias”
- Karim Ainouz, por “Céu de Suely”
- Rui Guerra, por “Veneno da Madrugada”

Melhor Atriz
- Fernanda Carvalho, por “Anjos do Sol”
- Hermila Guedes, por “Céu de Suely” (vencedora)
- Juliana Knust, por “Achados e Perdidos”
- Simone Spoladore, por “Vestido de Noiva”

Melhor Ator
- Antonio Calloni, por “Anjos do Sol” (vencedor)
- Leonardo Medeiros, por “Veneno da Madrugada”
- Matheus Nachtergaele, por “Tapete Vermelho”
- Michael Joelsas, por “O Ano que meus Pais Saíram de Férias”

Melhor Documentário
- Estamira (vencedor)
- Ginga
- O Dia que o Brasil Esteve Aqui
- Soy Cuba

Melhor Fotografia
- Adriano Goldman, por “O Ano que Meus Pais Saíram de Férias”
- Marcos Prado, por “Estamira” (vencedor)
- Raul Fernandez, por “Ginga”
- Walter Carvalho, por “Veneno da Madrugada”

Melhor Roteiro
- Cláudio Galperin, Bráulio Mantovani, Anna Muylaert e Cao Hamburger, por “O Ano que Meus Pais Saíram de Férias” (vencedores)
- Luiz Alberto Pereira e Rosa Nepomuceno, por “Tapete Vermelho”
- Mauricio Zacharias, Felipe Bragança e Karim Ainouz, por “Céu de Suely”
- Rudi Lagermann, por “Anjos Do Sol”

Júri Popular
- O Ano que Meus Pais Saíram de Férias (vencedor)

Homenagem Especial
- Eduardo Coutinho[1]

## 2008
Melhor Filme
- A Casa de Alice
- Mutum
- O Cheiro do Ralo
- Tropa de Elite (vencedor)

Melhor Diretor
- Eduardo Coutinho, por “Jogo de Cena”
- José Padilha, por “Tropa de Elite” (vencedor)
- Heitor Dhalia, por “O Cheiro do Ralo”
- Sandra Kogut, por “Mutum”

Melhor Atriz
- Carla Ribas, por “A Casa de Alice” (vencedora)
- Glória Pires, por “O Primo Basílio”
- Priscila Rozenbaum, por “Carreiras”
- Tainá Muller, por “Cão sem Dono”

Melhor Ator
- Caio Blat, por “Batismo de Sangue”
- Selton Mello, por “O Cheiro do Ralo”
- Thiago da Silva Mariz, por “Mutum”
- Wagner Moura, por “Tropa de Elite” (vencedor)

Melhor Documentário
- Hércules 56
- Jogo de Cena (vencedor)
- Oscar Niemeyer, A Vida É um Sopro
- Santiago

Melhor Fotografia
- David Shürmann e Hélcio Alemão Nogamine, por “O Mundo em Duas Voltas”
- Lula Carvalho, por “Tropa de Elite” (vencedor)
- Ralph Tambke, por “Sambando nas Brasas, Morô?”
- Walter Carvalho, por “Baixio das Bestas”

Melhor Roteiro
- Bráulio Montovani, José Padilha e Rodrigo Pimentel, por “Tropa de Elite”
- Chico Teixeira, por “A Casa de Alice”
- Gustavo Moreztsohn, por “Ódique?”
- Heitor Dhalia e Marçal Aquino, por “O Cheiro do Ralo” (vencedores)

Júri Popular
- Tropa de Elite (vencedor)

Homenagem Especial
- Paulo José[1]

## 2009
Melhor Filme
- Chega de Saudade
- Estômago (vencedor)
- Linha de Passe
- Meu Nome Não é Johnny

Melhor Diretor
- Daniela Thomas e Walter Salles, por “Linha de Passe”
- Marco Jorge, por “Estômago” (vencedor)
- Mauro Lima, por “Meu Nome Não é Johnny”
- Selton Mello, por “Feliz Natal”

Melhor Atriz
- Cássia Kiss, por “Chega de Saudade”
- Fabiula Nascimento, por “Estômago”
- Leandra Leal, por “Nome Próprio”
- Sandra Corveloni, por “Linha de Passe” (vencedora)

Melhor Ator
- Ary Fontoura, por “A Guerra dos Rocha”
- João Miguel, por “Estômago” (vencedor)
- Selton Mello, por “Meu Nome Não é Johnny”
- Stepan Nercessian, por “Chega de Saudade”

Melhor Documentário
- 1958 – O Ano em que o Mundo Descobriu o Brasil
- Condor (vencedor)
- Juízo
- Pindorama – A Verdadeira História dos Sete Anões

Melhor Fotografia
- Dudu Miranda e Paulo Souza, por “Era uma Vez...”
- Jacob Solitrenick, por “Nossa Vida Não Cabe num Opala”
- Juliano Lopes Fortes, por “Ainda Orangotangos”
- Mauro Pinheiro Jr., por “Linha de Passe” (vencedor)

Melhor Roteiro
- Cláudia da Natividade, Fabrízio Donvito, Lusa Silvestre e Marcos Jorge, por “Estômago” (vencedores)
- Daniela Thomas e George Moura, por “Linha de Passe”
- Lena Soarez, Murilo Salles e Melanie Dimantas, por “Nome Próprio”
- Mariza Leão e Mauro Lima, por “Meu Nome Não é Johnny”

Júri Popular
- Condor (vencedor)

Homenagem Especial
- Domingos Oliveira[2]

## 2010
Melhor Filme
- A Festa Da Menina Morta
- É Proibido Fumar (vencedor)
- Salve Geral – O Dia Que São Paulo Parou
- Verônica

Melhor Diretor
- Anna Muylaert, por “É Proibido Fumar”
- Daniel Filho, por “Se Eu Fosse Você 2” E “Tempos De Paz”
- Helena Solberg, por “Palavra (En)Cantada”
- Matheus Nachtergaele, por “A Festa da Menina Morta” (vencedor)

Melhor Atriz
- Andréa Beltrão, por “Verônica” (vencedora)
- Caroline Abras, por “Se Nada Mais Der Certo”
- Fernanda Torres por “Os Normais 2 – A Noite Mais Maluca De Todas”
- Glória Pires, por “É Proibido Fumar” e por “Se Eu Fosse Você 2”

Melhor Ator
- Dan Stulbach, por “Tempos De Paz” (vencedor)
- Daniel de Oliveira, por “A Festa Da Menina Morta”
- Selton Mello, por “A Mulher Invisível”
- Tony Ramos, por “Se Eu Fosse Você 2”

Melhor Documentário
- Cidadão Boilesen
- Loki – Arnaldo Baptista (vencedor)
- Paulo Gracindo - O Bem-Amado
- Simonal – Ninguém Sabe o Duro que Dei

Melhor Fotografia
- Enrique Chediak, por “Besouro”
- Lula Carvalho, por “A Festa da Menina Morta” (vencedor)
- Lula Carvalho, por “Budapeste”
- Ricardo Della Rossa, por “À Deriva”

Melhor Roteiro
- Anna Muylaert, por “É Proibido Fumar” (vencedor)
- Bosco Brasil, por “Tempos De Paz”
- Claudio Torres, por “A Mulher Invisível”
- Matheus Nachtergaele e Hilton Lacerda, por “A Festa da Menina Morta”

Melhor Trilha Sonora
- Antônio Pinto, por “À Deriva”
- Arnaldo Baptista e Mutantes, por “Loki – Arnaldo Batista”
- Berna Ceppas, por “Simonal – Ninguém Sabe O Duro Que Dei”
- Mauricio Pereira, Pena Schmidt, Paulo Miklos, Anna Muylaert, Paulo Sacramento, Helio Vilela e Marcio Nigro, por “É Proibido Fumar” (vencedores)

Júri Popular
- Loki – Arnaldo Batista (vencedor)

Homenagem Especial
- Carlos Manga[3]

## 2011
Melhor Filme
- 5 x Favela - Agora Por Nós Mesmos
- As Melhores Coisas do Mundo
- Olhos Azuis
- Tropa De Elite 2 (vencedor)

Melhor Diretor
- Daniel Filho, por “Chico Xavier”
- José Joffily, por “Olhos Azuis” (vencedor)
- José Padilha, por “Tropa De Elite 2”
- Laíz Bodanzky, por “As Melhores Coisas Do Mundo”

Melhor Atriz
- Glória Pires, por “Lula, o Filho do Brasil” (vencedora)
- Maria Padilha, por “Praça Saens Peña”
- Nanda Costa, por “Sonhos Roubados”
- Zezé Polessa, por “O Bem Amado”

Melhor Ator
- Marat Descartes, por “Os Inquilinos (Os Incomodados Que Se Mudem)”
- Nelson Xavier, por “Chico Xavier”
- Rui Ricardo Diaz, por “Lula, o Filho do Brasil”
- Wagner Moura, por “Tropa De Elite 2” (vencedor)

Melhor Documentário
- Caro Francis
- Dzi Croquettes
- O Abraço Corporativo
- Uma Noite Em 67 (vencedor)

Melhor Fotografia
- Gustavo Hadba, por “Lula, o Filho do Brasil”
- Lula Carvalho, por “Tropa De Elite 2” (vencedor)
- Paulo Vainer, por “Eu e neu Guarda Chuva”
- Rodolfo Sanchez, por “400 Contra 1 - Uma História do Crime Organizado”

Melhor Roteiro
- Bráulio Mantovani, por “Tropa De Elite 2” (vencedor)
- Luiz Bolognesi, por “As Melhores Coisas do Mundo”
- Marcelo Gomes e Karim Ainouz, por “Viajo Porque Preciso, Volto Porque Te Amo”
- Paulo Halm e Melanie Dimantas, por “Olhos Azuis”

Melhor Trilha Sonora
- Antônio Pinto e Jacques Morelembaum, por “Lula, o Filho do Brasil” (vencedor)
- Guto Graça Mello, por “O Homem que Engarrafava Nuvens”
- Pedro Bromfman, por “Tropa De Elite 2”
- Pedro Luís, por “Praça Saens Peña”

Júri Popular
- Dzi Croquettes (vencedor)

Homenagem Especial
- Carlos Diegues[4]

## 2012
Melhor Filme
- Elvis & Madona
- O Palhaço (vencedor)
- Transeunte
- VIPs

Melhor Diretor
- Cecília Amado, por Capitães da areia
- Eryk Rocha, por Transeunte
- Jeferson De, por Bróder
- Marcelo Laffitte, por Elvis & Madona (vencedor)

Melhor Atriz
- Deborah Secco, por Bruna Surfistinha
- Ingrid Guimarães, por De Pernas pro Ar
- Karine Teles, por Riscado
- Simone Spoladore, por Elvis e Madona (vencedor)

Melhor Ator
- Fernando Bezerra, por Transeunte
- Igor Cotrim, por Elvis & Madona (vencedor)
- Selton Mello, por O palhaço
- Wagner Moura, por VIPs

Melhor Documentário
- As canções
- Diário de uma busca
- Lixo extraordinário (vencedor)
- Reidy, a construção da utopia

Melhor Fotografia
- Duda Miranda, por Lixo extraordinário (vencedor)
- Gustavo Hadba, por Bróder
- Kátia Coelho, por Corpos celestes
- Ricardo Della Rosa, por Os 3

Melhor Roteiro
- Claudia Mattos, por 180º (vencedor)
- Jeferson De e Newton Cannito, por Bróder
- Manuela Dias e Eryk Rocha, por Transeunte
- Pola Ribeiro e Henrique Andrade, por Jardim das folhas sagradas

Melhor Trilha Sonora
- Antonio Pinto, por VIPs
- Carlinhos Brown, por Capitães da areia (vencedor)
- Henrique Dantas, por Filhos de João, admirável mundo novo baiano
- Ruriá Duprat, por Corpos celestes

Blockbuster Brasil
- Assalto ao Banco Central
- Bruna Surfistinha
- O homem do futuro
- O palhaço (vencedor)

Júri Popular
- Elvis & Madona[5]

## 2013
Melhor Filme
- Corações sujos
- Febre do rato
- Gonzaga - de pai pra filho (vencedor)
- Xingu

Melhor Diretor
- Afonso Poyart por Dois coelhos
- Beto Brant e Renato Ciasca por Eu receberia as piores notícias dos seus lindos lábios
- Breno Silveira por Gonzaga - de pai pra filho
- Cláudio Assis por Febre do rato (vencedor)

Melhor Atriz
- Camila Pitanga por Eu receberia as piores notícias dos seus lindos lábios (vencedora)
- Hermila Guedes por Era uma vez eu, Verônica
- Mariana Lima por Sudoeste
- Nathália Dill por Paraísos artificiais

Melhor Ator
- Daniel de Oliveira por Boca
- Irandhir Santos por Febre do rato
- João Miguel por Xingu
- Rodrigo Santoro por Heleno (vencedor)

Melhor Documentário
- Paralelo 10
- Raul - o início, o fim e o meio (vencedor)
- Tropicália
- Vou rifar meu coração

Melhor Fotografia
- Adrian Tejido por Boca
- Adriano Goldman por Xingu
- Rodrigo Monte por Corações sujos
- Walter Carvalho por Heleno (vencedor)

Melhor Roteiro
- Adiano Esturilho, Aly Muritiba, Bruno de Oliveira, Diego Florentino e Fábio Allon por Circular
- Hilton Lacerda por Febre do rato (vencedor)
- Marçal Aquino, Beto Brant e Renato Ciasca por Eu receberia as piores notícias dos seus lindos lábios
- Mauro Lima por Reis e ratos

Melhor Trilha Sonora
- Aurélio Dias por Vou rifar meu coração
- Karina Buhr e Tomaz Alves Souza por Era uma vez eu, Verônica
- Paulo Jobim por A música segundo Tom Jobim (vencedor)
- Roberto Carlos por À beira do caminho

Blockbuster Brasil
- De pernas pro ar 2
- E aí... Comeu?
- Gonzaga - de pai pra filho (vencedor)
- Os penetras

Júri Popular
- Gonzaga - de pai pra filho[6]